# 小西寛子
小西 寛子（こにし ひろこ、1975年10月26日 - ）は、日本の声優、女優、歌手、シンガーソングライター。埼玉県川越市出身。相模女子大学短期大学部生活造形学科卒業、その後中央大学法学部に編入・卒業。

## 来歴・人物
幼少期より母親とはしばしば舞台鑑賞に行き、演劇への関心を抱いたが、後に『風の谷のナウシカ』を機に声優業を初めて知り、声優を志すようになった。高校生の時に勝田声優学院、日本ナレーション演技研究所で演技を学び、在学中に声優デビューを果たす。
1994年から1996年までアーツビジョンと業務提携、フリーを経て、1996年後半から1998年まで田辺エージェンシーと契約 を経て、LMA Records Inc、現在はOffice Squirrelに所属し、タレント活動やシンガーソングライター活動をメインに行っている。
1996年に東芝EMIよりシングル1枚、アルバム1枚をリリースしている。2000年に、NAOMIらと共に、音楽ユニット「LITTLE CURE」を結成し、コナミデジタルエンタテインメント『pop'n music 3』に複数の楽曲を提供。2001年にバラエティ番組『イチオシキッス』（テレビ東京）にレギュラー出演し、同時期には、イチレイヨンのテレビコマーシャル「いけいけ!!ヒロコ警部」に出演。
2013年3月、公式ブログを開設。
2013年12月には、Squirrel*レーベルより、シンガーソングライターとして13年ぶりの新曲「SAYONARA ARIGATO〜森へ帰った魔法使い〜」をデジタルシングルとしてリリースし、タイアップ企画として日刊スポーツ、afnポータルサイトでボイスメッセージと着信ボイスの配布サービスも行い、更に複数の楽曲をデジタル配信。
2016年6月、自身の名誉を毀損するネット記事に対し刑事告訴を行い、書き込みを行った人物には罰金が課された。
2017年11月、アニメ監督である大地丙太郎のTwitterでの発言で、『十兵衛ちゃん -ラブリー眼帯の秘密-』はキャストを当てがきでシナリオを書いたもので、キャラクターも小西本人をモデルにして作られたアニメであることを公開した（大地は「多分アニメでは他にはないんじゃないかな」と推測している）。
2018年4月、文部科学省が2020年に全面改訂する小学校の新しい学習指導要領「特別の教科 道徳」の指導用教材に小西が出演する『おじゃる丸 ちっちゃいものの大きなちから』（2000年製作）が指定された。
2018年6月1日、18年前に起きた『おじゃる丸』音声の無断流用問題についてNHKをTwitterで告発した。参院議員の和田政宗のTwitter上での反応 により話題となり、『バイキング』や『めざましテレビ』などのテレビ番組でも取り上げられた。小西によれば、番組本編用と聞いて収録した音声が本人に知らされないまま商品に流用され、事務所を通じて問い合わせたところ、NHK側からパワハラを受け、その後番組を降板させられたとしている。この問題についてNHKは6月20日、木田幸紀放送総局長が定例会見で、「ご指摘いただいているようなことはないと聞いています」と述べた。その上で、「ご出演していただいた方のお話ですので、ご指摘していただいたことを受け止め、現在、各方面と対応を協議しているところです」と述べた。小西側と主張に開きがあることについて担当者は「小西さん、事務所の方とはかつて番組を作らせていただいたということで、丁寧に対応させていただいている。事実関係については、私どもは番組を作っている関連団体を通じて関係先に聞き取りをしているが、相手方のご指摘のような事実は確認できていない。その点に関しては開きがあると認識している」と話した。
2019年2月にはたなかじゅんの漫画『ナッちゃん』とタイアップした「ナッちゃん・小西寛子コラボビデオ」の主人公ナッちゃんとエリカの二役を演じ、さらにビデオ制作とプロデュースを担当。2020年6月には産経デジタル「iRONNA」連載陣としての活動の一環でYouTubeで配信された「イチからわかるコロナウイルス」前編/後編で南風ヒロコの声優を担当する など声優活動は現在も続いている。
2021年6月、小西寛子ANALOGシンガーソングがGoogle ニュース等で提供開始。ウェブマガジン刊行。

## 出演
太字はメインキャラクター。

### テレビアニメ
1995年
- H2（少年 他）
- 天地無用!（美零）
- ふしぎ遊戯（女子A）

1996年
- こどものおもちゃ（中尾翔太、白いるか）
- 逮捕しちゃうぞ（若林瀬奈〈中嶋瀬奈〉）
- 勇者指令ダグオン（1996年 - 1997年、美奈子）

1997年
- アニメがんばれゴエモン（氷室ルミエ）
- ドクタースランプ（1997年 - 1999年、木緑あかね、猫B、うさぎ、きのこ母、ナタリー）
- 夢のクレヨン王国（ホーレソレ）

1998年
- アニメ週刊DX!みいファぷー
  - こっちむいてみい子（小林ゆか 他）
  - ふしぎ魔法ファンファンファーマシィー（1998年 - 1999年、ぽぷり）
  - ヘリタコぷーちゃん（母親、みみたん）

- 浦安鉄筋家族（菊池あかね）
- おじゃる丸（1998年 - 2000年、坂ノ上おじゃる丸〈初代〉）
- セクシーコマンドー外伝 すごいよ!!マサルさん（モエモエ）
- 世界は摩訶不思議（相沢モモコ）
- 聖ルミナス女学院（加部しずく）
- DTエイトロン（キルト）
- D4プリンセス（我王ねじる、我王ねじり）
- バブルガムクライシス TOKYO 2040（1998年 - 1999年、ネネ）
- Bビーダマン爆外伝（ピンクボン）
- 夢で逢えたら（浜岡美帆）

1999年
- おジャ魔女どれみ（ヘヘ）
- 今、そこにいる僕（ブゥ）
- 宇宙海賊ミトの大冒険2人の女王様（陽怒）
- 金田一少年の事件簿（1999年 - 2000年、吉野音美、水城巫琴〈アナト〉）
- 十兵衛ちゃん -ラブリー眼帯の秘密-（菜ノ花自由）
- デジモンアドベンチャー（高石タケル）
- 天使になるもんっ!（シルキー）
- 魔法使いTai!（沢野口沙絵）

2000年
- ゲートキーパーズ（防人操、女の子A）

### OVA
1996年
- アイドルプロジェクト
- カメレオン6（相沢純菜）
- ガルフォース ザ・レボリューション（1996年 - 1997年、クルー、コンク、コンク隊員A）
- 紺碧の艦隊（男の子）
- 特務戦隊シャインズマン（女子社員A）
- BRONZE ZETSUAI since 1989（看護婦A）
- 宝魔ハンターライム（店員）
- 魔法使いTai!（沢野口沙絵）

1997年
- AIKa（相田りおん）
- Ninja者（サクラ）
- ぶっとび!!CPU（島田加奈子）

1998年
- 世紀末リーダー外伝たけし!（今井みつる）
- 夢で逢えたら（浜岡美帆）

1999年
- 太陽の船 ソルビアンカ（メイヨ）

2000年
- 世にも恐ろしい日本昔話（女の子、娘、美女B）

### 劇場アニメ
- 魔法学園LUNAR! 青い竜の秘密（1997年、レナ）
- ドクタースランプ アラレのびっくりバーン（1999年、木緑あかね）
- 映画おじゃる丸 約束の夏 おじゃるとせみら（2000年、おじゃる丸）
- デジモンアドベンチャー ぼくらのウォーゲーム!（2000年、高石タケル）

### ゲーム
1995年
- 戦国サイバー 藤丸地獄変
- パチ夫くんFX 幻の島大決戦（ツァンナ＝アーラ）

1996年
- 虚空漂流ニルゲンツ（ピエラ・モーントシャイン）
- NOëL 〜La neige〜（学生）
- はるかぜ戦隊Vフォース（吉崎えり子、リダイア・ドゥイトナー）
- ファイアーウーマン纏組（レモン）
- ロックマン8 メタルヒーローズ（ロール、エディー）

1997年
- ヴァンパイア セイヴァー The Lord of Vampire（リリス）
- ヴァンパイア セイヴァー2 The Lord of Vampire（リリス）
- 続 初恋物語 〜修学旅行〜（松原葉月）
- ボイスファンタジア 失われたボイスパワー（ウィープ）
- 無人島物語R 〜Survival life in the uninhabited region〜（薗村薫子）
- 竜機伝承2（ミルキィ・キャリング）
- ロックマン バトル&チェイス（ロール、アイスマン）
- 魔法学園LUNAR!（レナ）

1998年
- 英雄志願 -Gal Act Heroism-（プリシラ）
- どきどきポヤッチオ（シンシア）
- ひざの上の同居人 〜Kitty on your lap〜（小谷薫）
- ブレイヴフェンサー 武蔵伝（ミント）
- みつめてナイト（ソフィア・ロベリンゲ）
- みつめてナイトR 大冒険編（ソフィア）

1999年
- キャプテン・ラヴ（近藤香織）
- ゲートキーパーズ（防人操）
- 火星計画2（奈倉舞香）
- Sonata（ZZ1-AOI、アオイ・サウス・ブルームーン、南山あおい）
- トロンにコブン（デニッシュ・マーマレード）
- ハイスクール・オブ・ブリッツ（宗菜花）
- ペルソナ2 罪（リサ・シルバーマン）
- 萌えっ娘ぱらだいす vol.1 〜おしゃれなきぶん〜（阿賀野睦月）
- 悠久幻想曲3 Perpetual Blue（シェール・アーキス）
- Little Lovers SHE SO GAME（荻原なな）
- Revive 〜蘇生〜
- 約束の絆（中馬かなえ）
- たまごDEパズル（バイキンくん）

2000年
- あすは恋して Prime Beat Planet（坂本水葉）
- Kanon（美坂栞）
- グランディアII（エレナ）
- 恒星船が飛んだ日 〜火星計画 3〜（芥川あきら）
- ペルソナ2 罰（メタル・リサ）
- 悠久組曲 All Star Project（シェール・アーキス）
- ラブリーポップ麻雀 雀々しましょ2（唐沢涼子）

2001年
- デジモンテイマーズ バトルエボリューション（高石タケル）

2002年
- GUILTY GEAR XX（ブリジット）

2003年
- GUILTY GEAR XX #RELOAD（ブリジット）

2005年
- GUILTY GEAR XX / -SLASH-（ブリジット）

2011年
- ペルソナ2 罪 INNOCENT SIN（リサ・シルバーマン）

2012年
- ペルソナ2 罰 ETERNAL PUNISHMENT（メタル・リサ）

### ドラマCD
1994年
- 人間倶楽部（潤〈ルン〉）

1995年
- プリティ 2 ガール
- I LOVE HER1995集英社CDブック（三賀花）
- エクソダスギルティー（ティティ）
- CDドラマ「英雄伝説IV 朱紅い雫」（アイメル）
- 新・春香伝

1996年
- 太陽の少女インカちゃん（中米マヤ）
- マガジンCDブック「金田一少年の事件簿 悪魔組曲殺人事件」（御堂優歌）
- 魔法使いTai! 歌と、ゆかたと、フォークダンス（沢野口沙絵）
- ツインビーパラダイス3（OL、看護師）

1997年
- 逮捕しちゃうぞ 墨東プロバイダー（若林瀬奈〈中嶋瀬奈〉）

1998年
- みつめてナイト（ソフィア）

1999年
- 花とゆめオリジナルドラマCD「フルーツバスケット」（本田透）
- ドラマ「究極パロディウス」（もな）
- ドラマCD「Wish」（琥珀）
- ドラマCD「ツインビーパラダイス3」 ダイナマイトダイナマイトコンパクトディスク 初回限定購入者特典2（ミルキィ）

2000年
- デジモンアドベンチャー キャラクターソング＋ミニ・ドラマ 2-3（高石タケル）
- ペルソナ2 罪と罰 〜果てしなき青春〜（リサ・シルバーマン）

### 吹き替え
- 陽のあたる教室（1997年、ガートルード・ラング〈アリシア・ウィット〉）

### ラジオ
- たまごのご（東海ラジオ）
- 魔法使い隊の子ッ!（1996年 - 1997年、東海ラジオ）
- CLUB db STATION「究極パロディウス」（1997年5月、文化放送）
- ソフィアの純愛（1997年 - 1998年、文化放送）
- CLUB P-kan Street（ミュージックバード）

### TVCM
- イチレイヨン（2001年 いけいけ!!ヒロコ警部「日曜の夜中に張込み」編、「怪盗キスキスキス」編）[8]

### ナレーション
- イチオシ（2001年 - 2002年、テレビ東京）

### テレビ番組
- 電リク! BEAT BOX!（MXテレビ、MCを担当）
- 声♥遊倶楽部（1995年 - 1996年、テレビ東京）Piパーズとして出演
- イチオシキッス（2001年、テレビ東京）スタジオレギュラー

### 執筆活動
- 産経デジタル『iRONNA』（2016年12月 -2021年3月 ）[30]
- Google ニュースほか『ANALOGシンガーソング』（2021年6月 - ）[31]

### その他コンテンツ
- 志摩スペイン村パルケスパーニャ「ミュージカル・ドンキホーテのフェリアマヒカ」（1994年、村娘）
- おじゃる丸ちっちゃいものの大きなちから[32]（2000年、坂ノ上おじゃる丸）[注 2]
- デジタルシングル新年プレゼント企画・ミニドラマ（2014年1月配信）
  - 「おっちょこちょいの巫女さん」「僕のロボットおみくじマシン」「やる気のないお姉さん」「のんびり小僧」「おみくじ落とした少女」「猫のみーこ」
- 『ナッちゃん』PR動画（2019年、ナッちゃん、エリカ）[33]
- 産経デジタル iRONNA 小西寛子のセカンドオピニオン「イチからわかるコロナウイルス」前編/後編（2020年、南風ヒロコ）[22]

## ディスコグラフィ

### シングル
|     | 発売日        | タイトル     | 規格品番  | タイアップ                                           |
| --- | ------------- | ------------ | --------- | ---------------------------------------------------- |
| 1st | 1996年3月13日 | Nobody Knows | TYDY-2067 |                                                      |
| 2nd | 1999年8月6日  | Don't Love   | TYDY-2125 | テレビ東京「ミュージックブレイク」オープニングテーマ |

### アルバム
|     | 発売日         | タイトル            | 規格品番   |
| --- | -------------- | ------------------- | ---------- |
| 1st | 1999年10月27日 | NOVELETTE           | TYCY-10025 |
| 2nd | 2020年08月10日 | 1975                | DSQI-20815 |
| 3rd | 2022年12月21日 | 彼女のカブリオレ80S | DSQI-22001 |

### 配信楽曲
| 配信開始日     | タイトル                             | 規格品番   |
| -------------- | ------------------------------------ | ---------- |
| 2013年12月12日 | SAYONARA ARIGATO〜森へ帰った魔法使い | DSQI-12011 |
| 2014年12月24日 | BUT SHE WAS IN LOVE                  | DSQI-12012 |
| 2015年3月29日  | AN AMULET IN HIS POCKET              | DSQI-12013 |
| 2015年12月24日 | YOU ALWAYS STAY BY ME                | DSQI-12014 |
| 2016年1月11日  | Her name was Ka Leo                  | DSQI-12015 |
| 2016年6月9日   | She may be here                      | DSQI-12016 |
| 2017年2月28日  | WHEELCHAIR                           | DSQI-12017 |
| 2017年12月24日 | ANATA NI ARIGATO                     | DSWG-11011 |
| 2019年3月12日  | She may be here（鎮魂歌）            |            |
| 2020年5月16日  | 23歳                                 | DSWG-12011 |
| 2020年8月10日  | 夏の恋花1987                         | DSQI-20817 |
| 2020年8月10日  | 地蔵坂                               | DSQI-12818 |
| 2020年8月10日  | 立ち止まらずに                       | DSQI-12819 |
| 2020年8月10日  | 風の季節のうた                       | DSQI-12820 |
| 2020年8月10日  | 潮風の恋（インスト）                 | DSQI-12816 |
| 2023年1月10日  | ツグミ（ミュージックビデオ）         | [ 38 ]     |
| 2024年3月26日  | 暗い太陽                             |            |
| 2024年6月6日   | 風に揺れる雛菊                       |            |
| 2025年3月10日  | She may be here                      |            |

### 配信アルバム
1st
- 1975風の季節（2024年10月26日）
  - 赤いリボンの頃
  - 潮風の恋
  - 夏の恋花1987
  - こころの白い花
  - 地蔵坂
  - 立ち止まらずに
  - 風に揺れる雛菊
  - 暗い太陽
  - ツグミ
  - 風の季節のうた
  - 1975

2nd
- 遥カノ島（2025年8月1日)
  - 港のバラッド
  - SODA WATER
  - サンディロード
  - 1975
  - みゆき橋
  - 遙島

### バンド・ユニット
LITTLE CURE

1st
- SILVER E・TUDE（2000年5月20日、COCA-15360）
  - SILVER E・TUDE
  - Fall in with all
  - No,no,TENSION
  - Dear,Natary

2nd
- bit of love（2000年7月20日、COCA-15367）
  - bit of love〜full Ver.〜
  - Leo into the Universe

### キャラクターソング
| 発売日   | 商品名                                                               | 歌 | 楽曲 | 備考                                                       |
| 1995年   | 1995年                                                               | 1995年 | 1995年 | 1995年                                                     |
| -------- | -------------------------------------------------------------------- | --- | --- | ---------------------------------------------------------- |
| 12月1日  | オリジナルドラマ「プリティ2・ガール」                                | 小西寛子 | 「あなたに会いにゆく」 | 「プリティ2・ガール」関連曲                                |
| 1996年   |                                                                      | | |                                                            |
| 2月28日  | GIRLS SUNSHINE                                                       | NINJAGIRLS（サクラ〈小西寛子〉、マツリ〈中島麻実〉、ユメ〈宮嶋ひとみ〉）                                         | 「GIRLS SUNSHINE」 | OVA「Ninja者」関連曲                                       |
| 4月17日  | 背伸びをしてFollow You                                               | 魔法使い隊 | 「背伸びをしてFollow You」 | OVA「魔法使いTai!」オープニングテーマ                      |
| 6月12日  | 魔法使いTai!Special1                                                 | 沢野口沙絵（小西寛子）                                                                                           | 「聞いてよダイヤリー」 | OVA「魔法使いTai!」関連曲                                  |
| 9月21日  | 続・初恋物語〜修学旅行SONG COLLECTION                                | 松原葉月（小西寛子）                                                                                             | 「仔猫ネコ猫マーチ」 | ゲーム「続・初恋物語」関連曲                               |
| 12月11日 | 魔法使いTai!の文化祭 歌と、ゆかたと、フォークダンス                  | 沢野口沙絵（小西寛子）、中富七香（飯塚雅弓）、愛川茜（岩男潤子）、高倉武男（小野坂昌也）、油壷綾之丞（子安武人） | 「魔法使いTai!音頭」 | OVA「魔法使いTai!」関連曲                                  |
| 12月11日 | 魔法使いTai!の文化祭 歌と、ゆかたと、フォークダンス                  | 魔法使い隊 | 「The Magic Girl's Medley」 | OVA「魔法使いTai!」関連曲                                  |
| 1997年   |                                                                      | | |                                                            |
| 5月21日  | SILENT CITY                                                          | 相田りおん（小西寛子）                                                                                           | 「More Natural」 | OVA「AIKa」エンディングテーマ                              |
| 8月27日  | 魔法使いTai!恋と、魔法と、あたらしい歌                               | 沢野口沙絵（小西寛子）、中富七香（飯塚雅弓）、愛川茜（岩男潤子）、高倉武男（小野坂昌也）、油壷綾之丞（子安武人） | 「魔法クラブの唄」 | OVA「魔法使いTai!」関連曲                                  |
| 8月27日  | 魔法使いTai!恋と、魔法と、あたらしい歌                               | 沢野口沙絵（小西寛子）                                                                                           | 「おはよう!ジェフくん」 「きっときっと… 」 | OVA「魔法使いTai!」関連曲                                  |
| 9月22日  | 「逮捕しちゃうぞ」〜墨東プロバイダーCDホームページサブキャラSCAN     | 千恵＆瀬名（根谷美智子＆小西寛子）                                                                               | 「あの日のままで」 | テレビアニメ「逮捕しちゃうぞ」関連曲                       |
| 1998年   |                                                                      | | |                                                            |
| 3月4日   | ツインビーPARADISE 5th. Anniversary                                  | ミルキィ（小西寛子）                                                                                             | 「▽のSTAIRWA」 | 「ツインビーPARADISE」関連曲                               |
| 3月27日  | がんばれゴエモン オリジナル・サントラ Vol.2                          | 氷室ルミエ（小西寛子）                                                                                           | 「季節はずれのひまわり」 | 「アニメがんばれゴエモン」関連曲                           |
| 6月5日   | みつめてナイト ヴォーカライズ                                        | ソフィア・ロベリンゲ（小西寛子）                                                                                 | 「恋は突然」 「みつめて」 「明日を夢見て」 | ゲーム「みつめてナイト」関連曲                             |
| 7月1日   | 「英雄志願」オリジナル・サウンドトラック                             | プリシラ（小西寛子）、メイ（前田千亜紀）                                                                         | 「SWEET SWEET MEMORY-S」 | ゲーム「英雄志願」関連曲                                   |
| 7月24日  | みつめてナイト 第1巻 入国〜ENTRANCE〜                                | ソフィア・ロベリンゲ（小西寛子）                                                                                 | 「歌を唱えば」 | ゲーム「みつめてナイト」関連曲                             |
| 10月9日  | ソフィア                                                             | ソフィア・ロベリンゲ（小西寛子）                                                                                 | 「みつめて(リミックス・ヴァージョン)」 「恋は突然」 「想い出のオルゴール」 「明日があるから(明日を夢見て・第弐曲)」 「ダイアリー」 「Rain or Shine」 「風に想いをのせて」 「四月になる頃に」 「みつめて’98」 「明日を夢みて(リテイクヴォーカル・ヴァージョン)」 「おやすみ」 | ゲーム「みつめてナイト」関連曲                             |
| 10月15日 | 浦安鉄筋家族 オリジナル・サウンドトラック3                           | 菊池あかね（小西寛子）                                                                                           | 「あかねちゃんの歌」 | テレビアニメ「浦安鉄筋家族」関連曲                         |
| 10月23日 | みつめてナイト 第4巻 時限〜LIMIT〜                                   | ソフィア・ロベリンゲ（小西寛子）                                                                                 | 「夢を信じて」 | ゲーム「みつめてナイト」関連曲                             |
| 12月23日 | みつめてナイトR オリジナル・サウンドトラック                         | ソフィア・ロベリンゲ（小西寛子）                                                                                 | 「夢の時間」 「キミと出会えて」 | ゲーム「みつめてナイトR 大冒険編」関連曲                   |
| 1999年   |                                                                      | | |                                                            |
| 2月24日  | 「夢で逢えたら」オリジナルサウンドトラック                           | 浜岡美帆（小西寛子）                                                                                             | 「EN PRIVE」 | アニメ「夢で逢えたら」関連曲                               |
| 3月17日  | Sonata オリジナルサウンドトラック                                    | 南山あおい（小西寛子）                                                                                           | 「Love! On Time〜夢見るストリート〜」 | ゲーム「Sonata」関連曲                                     |
| 4月21日  | リトルラバーズシーソーゲーム Little Love Letters 5th Mail 緑ケ丘高校 | 萩原なな（小西寛子）                                                                                             | 「PERFECT WORLD」 「Stay With Me」 | ゲーム「Little Lovers SHE SO GAME」関連曲                  |
| 6月23日  | 未放映地区オリジナルサウンドトラック                                 | 転校生ラブリーズ（菜ノ花自由〈小西寛子〉、丸山翔子〈生駒治美〉）                                                 | 「転校生ラブリーズ」 「転校生ラブリーズ〜学園祭バージョン」 | テレビアニメ「十兵衛ちゃん」関連曲                         |
| 7月7日   | プリンでおじゃる                                                     | おじゃる丸（小西寛子）、カズマ（渕崎ゆり子）、電ボ（岩坪理江）                                                   | 「プリンでおじゃる」 「まったり音頭」 | テレビアニメ「おじゃる丸」関連曲                           |
| 7月16日  | Over the rainbow                                                     | 魔法使い隊 | 「Over the rainbow」 | OVA「魔法使いTai!」関連曲                                  |
| 8月6日   | ペルソナ2 罪 オリジナルサウンドトラックス＜完全収録盤＞              | MUSES（小西寛子）                                                                                                | 「JOKER」 | ゲーム「ペルソナ2」関連曲                                  |
| 12月17日 | ゲートキーパーズ Vocal Album                                         | 防人操（小西寛子）                                                                                               | 「晩秋のトルストイ」 | テレビアニメ「ゲートキーパーズ」関連曲                     |
| 2000年   |                                                                      | | |                                                            |
| 7月1日   | デジモンアドベンチャー キャラクターソング+ミニドラマ 3               | 高石タケル（小西寛子）                                                                                           | 「Be All Right…〜高石タケルのテーマ〜」 | テレビアニメ「デジモンアドベンチャー」関連曲               |
| 3月1日   | Jang Jang Shima Show 2                                               | TINKER BELL（唐沢涼子〈小西寛子〉、小倉くるみ〈川澄綾子〉、江本千尋〈夏樹リオ〉、真木瀬ゆり〈木村亜希子〉）      | 「見つけた奇跡」 | ラブリーポップ麻雀「雀々しましょ2」関連曲                  |
| 2003年   |                                                                      | | |                                                            |
| 8月22日  | ふしぎ魔法ファンファンファーマシィー SPECIAL SOUND TRACK             | ぽぷり（小西寛子）、ふきこ（松島みのり）                                                                         | 「にこにこ銀座でお買い物」 | テレビアニメ「ふしぎ魔法ファンファンファーマシィー」関連曲 |
| 8月22日  | ふしぎ魔法ファンファンファーマシィー SPECIAL SOUND TRACK             | ぽぷり（小西寛子）                                                                                               | 「しあわせ一つ二つ…(劇中歌バージョン)」 「しあわせ一つ二つ…(New Take.2003)」 | テレビアニメ「ふしぎ魔法ファンファンファーマシィー」関連曲 |

### その他参加作品
| 発売日        | 商品名       | 歌                                                                    | 楽曲                                            | 備考                                         |
| ------------- | ------------ | --------------------------------------------------------------------- | ----------------------------------------------- | -------------------------------------------- |
| 1998年1月24日 | First Impact | Radish Roxs（浅田葉子、芝原チヤコ、豊嶋真千子、岡田加奈子、小西寛子） | 「MY ENERGY」 「消えない勇気」 「永遠じゃない」 | ラジオ番組「超機動放送アニゲマスター」関連曲 |